# Mordente (música)

## O Mordente
Em música, um mordente ou mordento é um ornamento que indica que uma nota deve ser tocada em uma rápida alternância com a nota superior ou inferior. Como no Trinado, o mordente pode ser executado tanto cromaticamente, alternando em meio-tom, como pode ser executado diatonicamente, seguindo a distância de um tom, ou seguindo regras harmônicas, usando por exemplo a harmonia modal. Este ornamento aparece com muita frequência na música para piano(como no repertório de Frédéric Chopin) e na música barroca. O termo vem do latim mordere, que significa "morder".

## A execução do Mordente
O execução de um mordente é vista como uma rápida alternância entre uma nota que está marcada na pauta, uma nota superior(o mordente superior) ou uma nota inferior (mordente inferior) e a nota marcada na pauta novamente.
O mordente superior é indicado com uma pequena linha curva, que se parece com um "M", acima da nota; o mordente inferior tem a mesma aparência, porém tem uma linha reta vertical cortando o símbolo em seu centro:

Como no Trinado, a velocidade exata para a execução do mordente é variada de acordo com o tempo da música, mas levando em conta um tempo moderado na figura acima, pode ser executado como na seguinte imagem::

Escute uma passagem executada primeiramente com mordente inferior, seguido de sem mordente. (Ogg)

## Sobre o Mordente
O significado preciso do mordente mudou com o passar do tempo. No Período Barroco, um mordente era o mesmo que um mordente inferior, e um mordente superior era chamado de pralltriller ou schneller. No século 19, porém, o nome mordente foi geralmente aplicado ao que hoje é chamado de mordente superior, e o mordente inferior passou a ser conhecido como um mordente invertido.
Em outros idiomas a situação é diferente: por  exemplo no alemão pralltriller e mordente ainda são os mordentes superior e inferior respectivamente. Nota-se também que este ornamento em francês, e algumas vezes em alemão, é chamado de mordant.
Ainda que mordentes são vistos hoje como uma simples alternância entre notas, no período Barroco parece que um Mordente podia ser executado como mais do que uma alternância entre às notas indicadas e às notas inferiores, classificando-o como um trinado invertido.
Também, mordentes de todos os tipos podiam normalmente, em alguns períodos, começar como uma nota desnecessária extra (a menor, nota adicionada), ao invés de ser com a nota principal como mostrado nos exemplos aqui. O mesmo se aplica para trinados, que no Barroco e no Classicismo que eram padronizados começando com nota superior adicionada. Ademais, mordentes dos mais diversos tipos podem, por vezes, em alguns períodos, começar com uma "nota não essencial" extra (a nota adicional mais grave), em vez da "nota principal" como é mostrado nos exemplos. O mesmo fato se aplica aos trinados, os quais na época do Barroco e do Classicismo começariam, padronizadamente, pela nota superior. Prática, notação, e nomenclatura variam muito para todos esses ornamentos, e este artigo como um todo está baseado em padrões próximos do século 19.